# サイード・ブン・アスラム・アル＝キラービー
サイード・ブン・アスラム・ブン・ズルア・アル＝キラービー（アラビア語: سعيد بن أسلم بن زرعة الكلابي, ラテン文字転写: Saʿīd b. Aslam b. Zurʿa al-Kilābī）は、イラクを含むウマイヤ朝の東方領土全域を統括する総督であったアル＝ハッジャージュ・ブン・ユースフの下で694年に東方の辺境地域にあたるマクラーンの総督を務めた人物である。
サイードはバスラおよびホラーサーンのイスラーム軍内におけるカイス族（部族連合の派閥）とその構成部族のキラーブ族の指導者であり、677年から679年にかけてホラーサーンの総督を務めたアスラム・ブン・ズルアの息子である。ハッジャージュがバスラの兵士で構成された部隊の俸給を削減すると宣言した後にアフワーズのルストゥクバードの駐屯地でこれらの兵士がハッジャージュに対する反乱を起こしたが、この時サイードはハッジャージュへの忠誠を維持した人物の一人であった。この功績によってサイードはハッジャージュからマクラーンの総督職を与えられたが、後に同地域内の支配権を握ることになるアル＝ハーリス・アル＝イーラーフィーの二人の息子のムハンマドとムアーウィヤによる攻撃を受けて着任から間もなく殺害された。歴史家のバラーズリー（892年没）によれば、ハッジャージュはサイードの後任としてムッジャーア・ブン・スィールを派遣した。サイードの死後、ハッジャージュはサイードの息子のムスリムを養子に迎え、自分の子供たちと一緒に育てた。ムスリムは後にホラーサーンの総督を務めた。